# Maria-Volea, Volodîmîr-Volînskîi
Maria-Volea (în ucraineană Марія-Воля) este un sat în comuna Seleț din raionul Volodîmîr-Volînskîi, regiunea Volînia, Ucraina.

## Demografie
Componența lingvistică a localității Maria-Volea
     Ucraineană (97,62%)
     Rusă (2,38%)
Conform recensământului din 2001, majoritatea populației localității Maria-Volea era vorbitoare de ucraineană (97,62%), existând în minoritate și vorbitori de rusă (2,38%).